# Pfarrkirche Schildorn

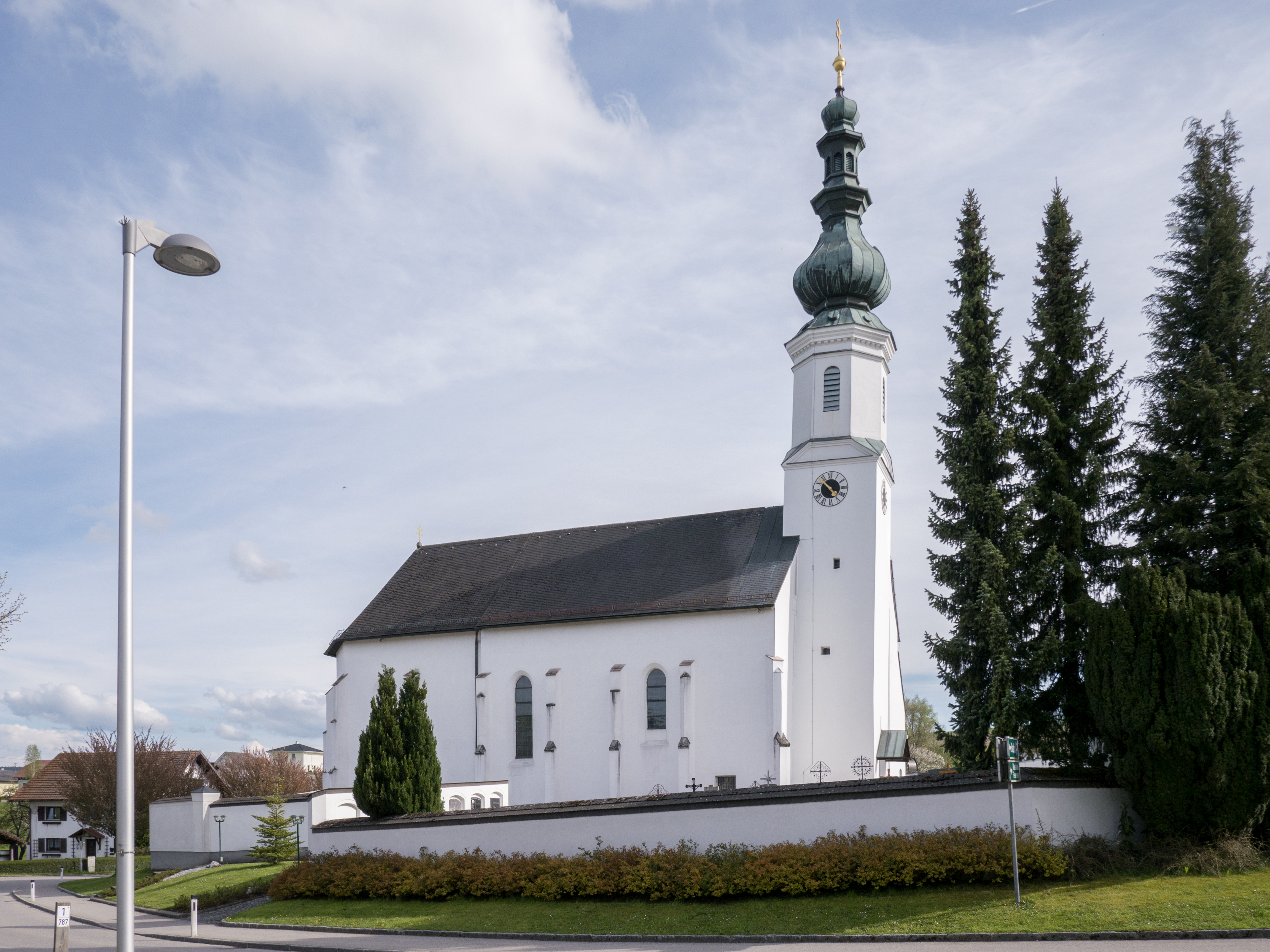
Pfarrkirche hl. Martin in Schildorn

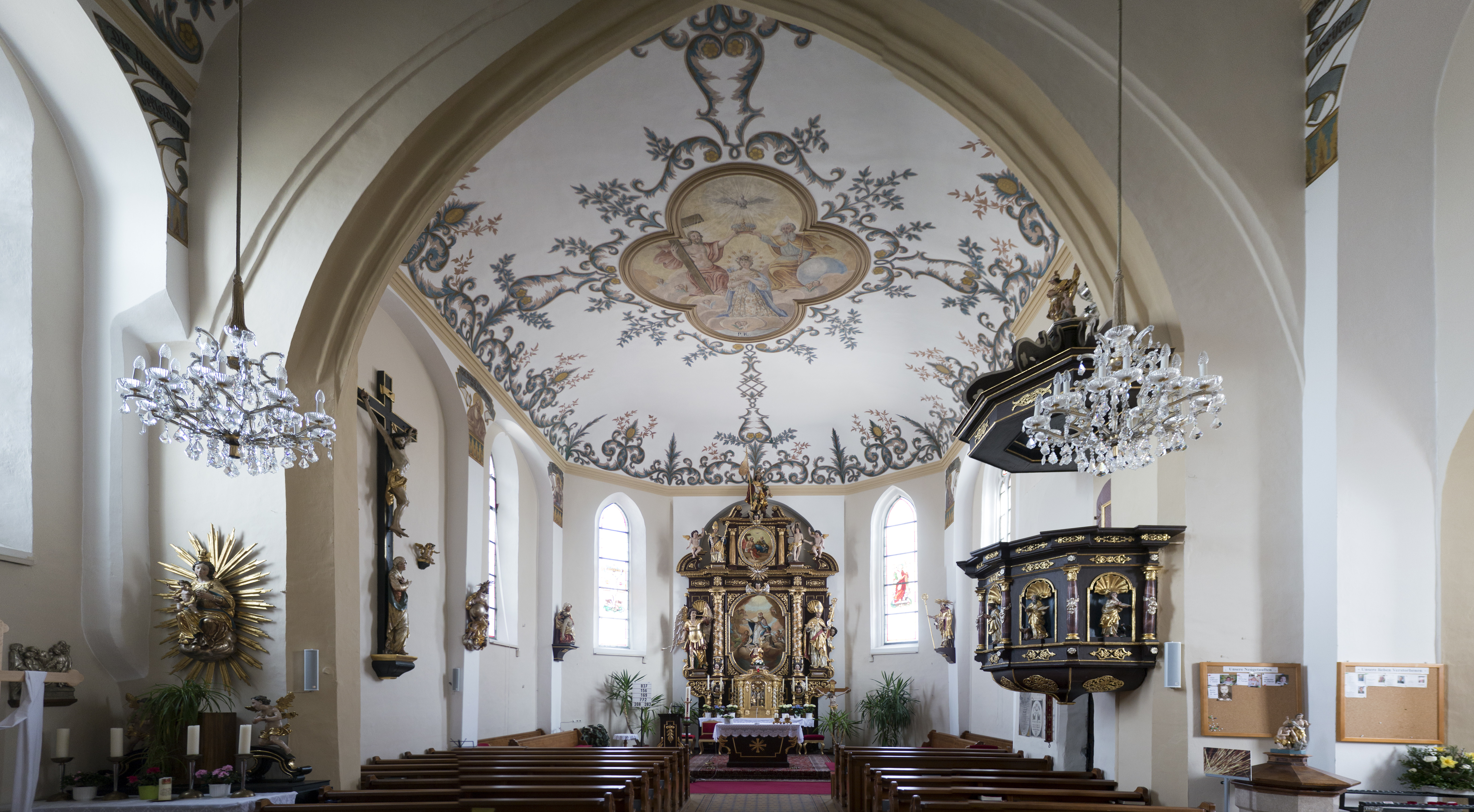
Vom Langhaus zum Chor

Die Pfarrkirche Schildorn steht im Ort Schildorn in der Gemeinde Schildorn in Oberösterreich. Die römisch-katholische Pfarrkirche hl. Martin gehört zum Dekanat Ried im Innkreis in der Diözese Linz. Die Kirche und der Friedhof stehen unter Denkmalschutz.

## Geschichte
Die Kirche wurde 1075 urkundlich genannt.

## Architektur
An das einschiffige vierjochige Langhaus schließt ein zweijochiger Chor mit einem Dreiachtelschluss an. Langhaus und Chor haben ein Spiegelgewölbe wohl unter 1812 errichteten Flachdecken. Das zweijochige südliche Seitenschiff hat ein Netzrippengewölbe. Der dreiachsige Westempore ist netzrippenunterwölbt, die Rippen wurden später abgeschlagen. Der Westturm hat eine achtseitige Glockenstube und einen hohen Zwiebelhelm. Das Südportal ist gotisch.

## Ausstattung
Der Hochaltar um 1660 in der Art des Ludwig Vogl zeigt ein Altarbild von Franz Paul Lofferer (1793). Der Tabernakel mit einer Kreuzigungsgruppe ist in der Art des Johann Franz Schwanthaler (um 1720). Der Augustinus-Altar im südlichen Seitenschiff ist aus dem 3. Viertel des 17. Jahrhunderts und trägt mittig die Figur Sebastian aus dem Ende des 17. Jahrhunderts aus dem Umkreis von Thomas Schwanthaler. Der Kreuz-Altar trägt die Figuren Gekreuzigter und Maria unter dem Kreuz aus der Mitte des 18. Jahrhunderts und einen Engel aus dem Ende des 17. Jahrhunderts.
Im Chor ist eine Statue Josef aus dem 3. Viertel des 18. Jahrhunderts in der Art des Johann Peter Schwanthaler der Ältere. Die Kanzel aus 1691 wurde 1754 von Franz Schwanthaler restauriert. Es gibt eine Vesperbildgruppe und Muttergottes mit Kind in der Art des Thomas Schwanthaler (um 1680).